# Barney Rubble
Bernard Matthew "Barney" Rubble è un personaggio della serie animata televisiva Gli antenati.
Nella versione originale in lingua inglese, Barney è doppiato da Mel Blanc, mentre la voce storica italiana è quella di Giancarlo Maestri. Così come il cognome Flintstone significa "selce", anche il cognome Rubble rimanda alle pietre: infatti significa "pietrisco" o "macerie".

## Caratterizzazione
Barney è un uomo delle caverne molto basso e dai capelli biondi. E' marito di Betty Rubble, dalla quale ha adottato un bambino dalla forza enorme, Bam Bam (chiamato, in alcuni episodi, Tam Tam). È il vicino di casa, compagno inseparabile e migliore amico del protagonista Fred Flintstone.
La personalità di Barney è basata su quella di Ed Norton, interpretato da Art Carney nella serie televisiva degli anni cinquanta The Honeymooners.
Barney è calmo e ingenuo, ma anche gentile e molto premuroso. Tuttavia, si lascia sempre trasportare dalla personalità impetuosa del suo amico Fred per il quale sente un'amicizia speciale. Barney è più intelligente, sensibile e onesto di Fred; infatti è lui che suggerisce di dire la verità quando si mettono nei guai, anche se finisce sempre per seguire i piani del suo amico. 
Mentre Fred è alla costante ricerca di piani per arricchirsi rapidamente, Barney trova la vita soddisfacente così com'è, ma partecipa agli schemi di Fred perché suo amico. Se Fred combina un pasticcio, Barney rimane con lui, anche contro la sua volontà, dato che Fred di solito lo mette nei guai anche quando non vuole. Anche quando Barney ha una buona idea, Fred la prende su di sé.
Gli hobby di Barney sono il bowling, il biliardo, il poker, armeggiare nel garage di Fred e giocare a golf. È anche un talentuoso pianista e batterista. Nonostante sia chiaramente in buona forma fisica, non è uno sportivo entusiasta come Fred. Questa distinzione può essere attribuita alla passione di Fred per il cibo, anche se Barney può essere quasi altrettanto capace di appetito eccessivo in diverse occasioni.
La sua professione non viene mai rivelata nella serie, sebbene non sia il compagno di Fred alla cava del Signor Slate: nel film viene modificata rendendoli colleghi.